# إدي غرانت
إدي غرانت (بالإنجليزية: Eddie Grant) هو لاعب كرة قاعدة أمريكي، ولد في 21 مايو 1883 في فرانكلين في الولايات المتحدة، وتوفي في 5 أكتوبر 1918 في Forest of Argonne ‏ في فرنسا.

## وصلات خارجية
- إدي غرانت على موقعبيزبول رفرنس.كوم (الدوري الرئيسي) (الإنجليزية)
- إدي غرانت على موقعبيزبول رفرنس.كوم (الدوري الثانوي) (الإنجليزية)